# Klaus Buhé
Klaus Buhé (* 5. Januar 1912 in Berlin; † 23. Februar 1996 in Bremen) war ein deutscher Ingenieur, Gitarrist, Banjospieler, Saxophonist, freischaffender Komponist und Musikpädagoge. Er ist der Sohn des deutschen Malers und Grafikers Walter Buhe und ältere Bruder von Thomas Buhé.

## Leben
Klaus Buhé zog 1921 mit seiner Familie nach Leipzig, da sein Vater dort eine Professur erhalten hatte. Als 15-Jähriger baute er sich ein Tenorbanjo, lernte das Instrument autodidaktisch und wirkte bald in Tanzkapellen mit. Es folgte das Selbststudium von Saxophon und Klarinette und Komposition. Ab 1932 absolvierte er an der Ingenieurschule Leipzig ein Studium zum Ingenieur mit Schwerpunkt Flugzeugbau. Von 1935 bis 1937 machte er ein Praktikum an der Deutschen Versuchsanstalt für Luftfahrt in Berlin-Adlershof und arbeitete dort an militärischen Projekten unter der Regie von Wernher von Braun. Nebenbei betätigte er sich als Musiker in der Berliner Tanzmusikszene, ab 1936 auch für Rundfunk- und Schallplattenaufnahmen im Hot Club Berlin. Hier freundete er sich mit dem Arzt Hans Korseck an, dem Altmeister der Plektrumgitarre, der ihn so überzeugte, dass er Unterricht bei ihm nahm. 1938 wurde er Entwurfsingenieur der Focke-Wulf-Flugzeugbau GmbH in Bremen und verlegte seinen Wohnsitz dorthin. Außerberuflich beschäftigte er sich weiterhin mit Musik und unternahm weitere Kompositions- und Instrumentationsversuche. 1943 wurde er an die Kriegsfront nach Norwegen geschickt (dort war er auch Orchestermusiker in einem Luftwaffenkorps), Ende 1943 wieder zur Forschung nach Wien geholt.
Nach Ende des Krieges machte Buhé die Musik zu seinem Beruf. 1945 schrieb er Kompositionen für das Nachkriegskabarett Die Hinterbliebenen und erhielt im Folgejahr eine Beschäftigung als ständiger freier Mitarbeiter bei Radio Bremen als Interpret, Komponist und Arrangeur. 1952 erschien die Erstausgabe seiner Tenorbanjo-Schule und er begann, seine Sammlung internationaler Folklore in einer Vielzahl von Einzelheften – meist für Gesang mit Gitarrenbegleitung – zu veröffentlichen. 1967 begann er in Bremen eine Tätigkeit als Lehrbeauftragter für Banjo und Gitarre, zunächst an der Pädagogischen Hochschule, später an der Universität und seit 1968 ebenfalls am Konservatorium der Freien Hansestadt Bremen. Viele seiner Schüler wurden erfolgreiche Gitarrensolisten oder Gitarrenlehrer.

## Schüler
Horst Memmen

## Veröffentlichungen (Auswahl)
- Tenorbanjo-Schule. Verlag Schott, Mainz 1952.
- Irische Lieder und Balladen. Für Gitarre solo, leicht gesetzt. Verlag Schott, Mainz (= Edition Schott. Band 6808).
- mit Dieter Kreidler: Schottische Lieder und Balladen. Für Gitarre bearbeitet. Verlag Schott, Mainz (= Edition Schott. Band 6690).
- Folksongs aus Schottland, Irland und England. Für Bläser, Stabspiele und Schlaginstrumente, Verlag Merseburger, Kassel.
- Gitarren spielt auf. Für hohe und mittlere Singstimme und Gitarre. Heft 1–8. Verlag Schott, Mainz.
- Auld lang Sygn. Für Singstimme und Klavier.
- Deep River. Spirituals und Folksongs. Für Banjo und Gitarre. Verlag Schott, Mainz.
- Deep River. Spirituals and Folksongs. Für Gesang und Gitarre, Verlag Schott, Mainz.
- Irische Tänze: Jigs – Reels – Hornpipes. Verlag Heinrichshofen, Wilhelmshaven.
- Europäische Volks- und Tanzweisen. Für Flöte, 2 Akkordeons, Gitarre oder Banjo, Bass und Schlagzeug. Verlag Schott, Mainz 1976.
- Volks- und Tanzweisen aus Amerika. Für Flöte, 2 Akkordeons, Gitarre oder Banjo, Bass und Schlagzeug, Verlag Schott, Mainz 1976.
- Englische Lieder und Balladen. Für Gitarre solo, Verlag Universal Edition, Wien 1981.
- Spirituals and Folksongs. Für Gesang und Gitarre mit amerikanischem Originaltext. B. Schott’s Söhne, Mainz (= Edition Schott. Band 4829).